# Kanton L'Aigle-Ouest
Kanton L'Aigle-Ouest (francouzsky Canton de L'Aigle-Ouest) byl francouzský kanton v departementu Orne v regionu Dolní Normandie. Tvořilo ho šest obcí. Zrušen byl po reformě kantonů 2014.

## Obce kantonu
- L'Aigle (západní část)
- Aube
- Beaufai
- Écorcei
- Rai
- Saint-Symphorien-des-Bruyères